# 3 mars dans les chemins de fer
3 février 3 avril
Chronologies thématiques
- Croisades
- Sports
- Disney

Cette page concerne les événements qui se sont déroulés un 3 mars dans les chemins de fer.

## Événements

### XXesiècle
- 1944 : en Italie, en Basilicate, à Balvano dans le sud de l'Italie, un train à vapeur surchargé reste bloqué dans un tunnel, 521 personnes sont asphyxiées au monoxyde de carbone. C'est le plus grave accident ferroviaire survenu en Italie[1] et l'un des plus graves de l'histoire[2].

- 1984 : en France, ouverture à Marseille de la ligne 2 du métro de Marseille.

## Naissances
- 1831. États-Unis : George Pullman, industriel américain et inventeur des voitures-lits.